# Ďanová
Ďanová este o comună slovacă, aflată în districtul Martin din regiunea Žilina. Localitatea se află la altitudinea de 449 m deasupra n.m., se întinde pe o suprafață de 7,662 km2 și în 2017 număra 561 de locuitori. Se învecinează cu comuna Folkušová.

## Istoric
Localitatea Ďanová este atestată documentar din 1252.

## Demografie
| An:                | 1994 | 2004   | 2014    | 2024   |
| ------------------ | ---- | ------ | ------- | ------ |
| Număr de persoane: | 474  | 488    | 559     | 554    |
| Diferență:         |      | +2,95% | +14,54% | −0,89% |

| An:                | 2023 | 2024   |
| ------------------ | ---- | ------ |
| Număr de persoane: | 562  | 554    |
| Diferență:         |      | −1,42% |